# آن أنسيلين شوتزنبرغر
آن أنسيلين شوتزنبرغر (بالفرنسية: Anne Ancelin-Schützenberger)‏ (29 مارس 1919 – 23 مارس 2018) كانت طبيبة نفسية ومعالجة نفسية فرنسية. خلال الحرب العالمية الثانية كانت عضوا في المقاومة الفرنسية.